# Lookin' Through the Windows
Albums de The Jackson 5
Maybe Tomorrow
(1971) Skywriter
(1973)
Singles
Lookin' Through the Windows est le cinquième album studio (septième au total) du groupe américain The Jackson Five sorti sous le label Motown le 23 mai 1972.

## Titres
1. Ain't Nothing Like the Real Thing - Nickolas Ashford - Valerie Simpson - 2:31
2. Lookin' Through the Windows - Clifton Davis - 3:46
3. Don't Let Your Baby Catch You - The Corporation - 3:13
4. To Know - The Corporation - 3:22
5. Doctor My Eyes - Jackson Browne - 3:14
6. Little Bitty Pretty One - Robert Byrd - 2:52
7. E-Ne-Me-Ne-Mi-Ni-Moe (The Choice Is Yours to Pull) - D. Jones / Johnny Bristol / Wade Bowen - 2:53
8. If I Have to Move a Mountain - The Corporation - 3:20
9. Don't Want to See Tomorrow - Hal Davis - J. Chambers / S. Bowden / T. McFaddin - 2:47
10. Children of the Light - M. Randall - 2:29
11. I Can Only Give You Love - Richard Hutch / Willie Hutch - 2:37

## Pochette
- Photo : Jim Britt